# Consell Oleícola Internacional
El Consell Oleícola Internacional (COI) - en anglès: International Olive Council, IOC- és una organització intergovernamental amb seu a Madrid, Espanya, té 17estats membres, 16 estats i la Unió Europea. Promou l'oli d'oliva a tot el món, rastrejant-ne la producció, definint-ne els estàndards de qualitat i controlar-ne l'autenticitat. Més del 85% de les olives del món es cultiven en estats membres del COI. Els Estats Units no és un dels membres i el Department d'Agricultura dels Estats Units no reconeix legalment les seves classificacions (com la de l'oli d'oliva extra vergel). El 25 d'octubre de 2011 els Estats Units adoptaren nous estàndards per l'oli d'oliva, revisant la seva classificació de l'any 1948 cosa que va afectar el comerç intern i d'importació-exportació.
La Unió Europea, independentment del COI, regula l'ús de les diferents denominacions d'origen europees de l'oli d'oliva.

## Història
Aquest Consell Oleïcola neix en entrar en vigor el Conveni Internacional de l'Oli d'Oliva de 1956, que s'origina en la Conferència Internacional sobre l'Oli d'Oliva convocada pel Secretari General de les Nacions Unides, que es va inaugurar el [3 d'octubre de 1955 a Ginebra (Suïssa). Després d'aquest conveni n'hi han seguit quatre més dels anys 1963, 1979, 1986 i 2005.
- Convenio de 2005

## Membres del COI

### Països fundadors
- Unió Europea
  - Bèlgica :1959
  - Espanya: 1956
  - França: 1956
  - Grècia: 1958
  - Itàlia: 1956
  - Portugal: 1956
  - Regne Unit: 1958
- Israel: 1958
- Líbia: 1956 / 2003
- Marroc: 1958
- Tunísia: 1956

### Països membres
- Albània: de 2009
- Argentina: de 1965 a 1974 i 2009
- Algèria: 1963
- Croàcia: 1999
- Egipte: 1964
- Iraq: 2008
- Iran: 2004
- Jordània: 2002
- Líban: 1973
- Montenegro: 2007
- Síria: 1968
- Turquia: de 1963 a 1998 i 2010

### Ex-membres
- Xile: de 1974 a 1977
- Costa Rica: en 1979
- Mònaco: de 2001 a 2005
- República Dominicana: de 1967 a 1979
- Panamà: de 1974 a 1980
- Sèrbia: de 1974 a 2010